# Hashem ben Abdallah
Le prince Hashem ben Abdallah (en arabe : هاشم بن عبد الله ; né le 30 janvier 2005) est le quatrième enfant et le deuxième fils du roi Abdallah II et de la reine Rania de Jordanie.

## Biographie
Le prince Hachem fait partie de la famille hachémite et serait le descendant direct de la 42e génération du prophète Mahomet. Il partage son anniversaire avec son père et est deuxième dans l'ordre de succession au trône jordanien, après son frère aîné le prince héritier Hussein.

## Titres et honneurs
- Depuis le 30 janvier 2005 : Son Altesse royale le prince Hashem ben Abdallah, prince de Jordanie